# کولرتو کاستلنووو
کولرتو کاستلنووو (به ایتالیایی: Colleretto Castelnuovo) یک کومونه در ایتالیا است که در استان تورین واقع شده‌است.

## خصوصیات
کولرتو کاستلنووو ۶٫۳ کیلومترمربع مساحت و ۳۵۸ نفر جمعیت دارد و ۵۸۵ متر بالاتر از سطح دریا واقع شده‌است.